# Argentine Love
Argentine Love is een Amerikaanse dramafilm uit 1924 onder regie van Allan Dwan. In Nederland werd de film destijds uitgebracht onder de titel Argentijnsche liefde. Het film is wellicht zoekgeraakt.

## Verhaal
Consuelo Garcia is de dochter van de burgemeester van de Argentijnse stad Alcorta. Wanneer zij op bezoek is in de Verenigde Staten, arrangeert haar vader haar bruiloft met Juan Martin. Consuelo is intussen verliefd geworden op de Amerikaan Philip Sears en bij haar terugkomst wijst ze Juan af. Juan vermoordt vervolgens uit jaloezie Rafael Cornejo, als hij Consuelo het hof maakt. De inwoners van Alcorta houden Consuelo verantwoordelijk voor de dood van Rafael.

## Rolverdeling
| Acteur         | Personage       |
| -------------- | --------------- |
| Bebe Daniels   | Consuelo Garcia |
| Ricardo Cortez | Juan Martin     |
| James Rennie   | Philip Sears    |
| Mario Majeroni | Senator Cornejo |
| Russ Whytal    | Emanuel Garcia  |
| Alice Chapin   | Mevrouw Garcia  |
| Julia Hurley   | La Mosca        |
| Mark Gonzales  | Rafael Cornejo  |
| Aurelio Coccia | Pedro           |